# FacioMetrics
FacioMetrics es una compañía que desarrolló un tipo de sistema que aplica los avances en Inteligencia Artificial para analizar imágenes de rostros en aplicaciones móviles, e incluso en la identificación de las emociones que estos transmiten, por ejemplo, con el software de FacioMetrics se es capaz de saber si el usuario está triste o alegre al tomar una fotografía y analizar los diferentes parámetros del rostro humano.
FacioMetrics nació como investigación en la Universidad Carnegie Mellon, desarrolla algoritmos de visión artificial y aprendizaje automático también empresa había desarrollado una app llamada Intraface capaz de detectar siete emociones diferentes en los rostros de las personas a través de sus fotos.
El software que desarrollo, su función principal es la de reconocer las emociones que los usuarios reflejan utilizando para esto un complicado algoritmo que analiza los parámetros del rostro humano y determinar así si una persona está feliz, triste, sorprendida, etc.

## Características
- Reconocimiento de gestos
- Reconocimiento de geometrías
- Seguridad